# Соланке, Доминик
Доминик Айоделе Соланке-Митчелл (англ. Dominic Ayodele Solanke-Mitchell; родился 14 сентября 1997 года в Рединге, Англия) — английский футболист, нападающий клуба «Тоттенхэм Хотспур». Воспитанник академии «Челси». 9 января 2015 года Доминик получил награду Молодой игрок года по версии Футбольной ассоциации.

## Клубная карьера

### «Челси»
Доминик прошёл через все возрастные категории системы «Челси», начиная с команды до восьми лет. В сезоне 2013/14 он в составе команды до 18 лет отличался удивительной результативностью, забив двадцать голов в двадцати пяти встречах. Жозе Моуриньо высоко оценил игру молодого форварда и в сезоне 2014/15 начал привлекать его к матчам первой команды. Дебют Доминика состоялся 21 октября 2014 года в матче Лиги чемпионов УЕФА с «Марибором».

### Аренда в «Витесс»
4 августа 2015 года Доминик перешёл в клуб «Витесс», выступающий в Эредивизи, на правах аренды сроком на один сезон. 23 августа дебютировал в Эредивизи, выйдя на замену в матче 3-го тура против «Фейеноорда» (0:2), провел на поле 9 минут. 30 августа, забил первый гол за «Витесс» на 90-й минуте в матче против «Камбюра» (4:1).

### «Ливерпуль»
10 июля 2017 года Соланке официально стал игроком «Ливерпуля». Игрок перешёл в клуб на правах свободного агента и заключил с мерсисайдским клубом долгосрочный контракт. В новом клубе он стал выступать под 29-м номером. Дебютировал за клуб 16 августа 2017 года, выйдя на замену вместо Роберто Фирмино в матче Лиги чемпионов против немецкого «Хоффенхайма». Первая игра за «Ливерпуль» в рамках чемпионата состоялась 30 ноября, со счётом 3:0 был разгромлен «Сток Сити». Открыть счёт голам за команду удалось 13 мая 2018 года, поразив ворота «Брайтона».

### «Борнмут»
4 января 2019 года перешёл в «Борнмут», подписав долгосрочный контракт. Сумма сделки составила 19 млн фунтов. Дебютировал 2 февраля в выездном матче против «Кардиффа», встреча завершилась победой со счетом 2:0. 12 июля 2020 года Соланке впервые отличился в чемпионате за «Борнмут», оформив дубль в ворота «Лестера». В сезоне АПЛ 2020/21 забил 15 голов, тем самым став лучшим бомбардиром клуба вместе с Арно Грневелдом.

### «Тоттенхэм Хотспур»
10 августа 2024 года «Тоттенхэм Хотспур» объявил о подписании с Соланке шестилетнего контракта. Для «Шпор» этот трансфер оказался рекордным, поскольку за Соланке лондонцы заплатили 55 миллионов фунтов, с возможными дополнительными 10 миллионами фунтов в виде бонусов. 19 августа 2024 года он дебютировал за новый клуб в матче против «Лестер Сити», сыграв в ничью (1:1). 21 сентября 2024 года Соланке забил свой первый гол за «Шпор» в домашнем матче против «Брентфорда» (3:1). 26 сентября 2024 года он забил свой первый гол европейском турнире УЕФА, в домашнем матче против «Карабаха» (3:0) в групповом этапе Лиги Европы УЕФА.
8 мая 2025 года Соланке забил свой 100-й гол в карьере, отличившись за «Тоттенхэм» в выездном матче против «Будё/Глимт», завершившемся со счетом 2:0 в ответном матче полуфинала Лиги Европы УЕФА. 21 мая 2025 года в составе «Тоттенхэма» стал победителем Лиги Европы УЕФА, обыграв в финале «Манчестер Юнайтед».

## Международная карьера
Соланке представлял различные юношеские сборные Англии. В составе юношеской сборной Англии до 17 лет он становился победителем юношеского чемпионата Европы. Кроме того, он стал тогда лучшим бомбардиром турнира.
В 2017 году вместе со сборной Англии до 20 лет стал чемпионом на молодёжном чемпионате мира.
Дебют в главной сборной состоялся 14 ноября 2017 года в товарищеском матче со сборной Бразилии. Доминик вышел на замену на 75-й минуте. Матч завершился нулевой ничьей.

## Личная жизнь
За пределами поля Соланке является поклонником аниме. 11 мая 2024 года, забив гол (включая один отмененный) в ворота «Брентфорда», он отпраздновал гол, надев маску Обито Учиха из «Наруто».
В сентябре 2023 года, вскоре после подписания контракта с «Борнмутом» Соланке сообщил, что впервые стал отцом.

## Статистика выступлений
| Выступление       | Выступление      | Выступление      | Лига | Лига | Кубок страны | Кубок страны | Кубок лиги | Кубок лиги | Еврокубки | Еврокубки | Итого | Итого |
| Клуб              | Лига             | Сезон            | Игры | Голы | Игры         | Голы         | Игры       | Голы       | Игры      | Голы      | Игры  | Голы  |
| ----------------- | ---------------- | ---------------- | ---- | ---- | ------------ | ------------ | ---------- | ---------- | --------- | --------- | ----- | ----- |
| Челси             | Премьер-лига     | 2014/15          | —    | —    | —            | —            | —          | —          | 1         | 0         | 1     | 0     |
| Челси             | Премьер-лига     | 2016/17          | —    | —    | —            | —            | —          | —          | —         | —         | 0     | 0     |
| Челси             | Итого            | Итого            | —    | —    | —            | —            | —          | —          | 1         | 0         | 1     | 0     |
| → Витесс          | Эредивизи        | 2015/16          | 25   | 7    | 1            | 0            | —          | —          | —         | —         | 26    | 7     |
| → Витесс          | Итого            | Итого            | 25   | 7    | 1            | 0            | —          | —          | —         | —         | 26    | 7     |
| Ливерпуль         | Премьер-лига     | 2017/18          | 21   | 1    | 1            | 0            | 1          | 0          | 4         | 0         | 27    | 1     |
| Ливерпуль         | Премьер-лига     | 2018/19          | —    | —    | —            | —            | —          | —          | —         | —         | 0     | 0     |
| Ливерпуль         | Итого            | Итого            | 21   | 1    | 1            | 0            | 1          | 0          | 4         | 0         | 27    | 1     |
| Борнмут           | Премьер-лига     | 2018/19          | 10   | 0    | —            | —            | —          | —          | —         | —         | 10    | 0     |
| Борнмут           | Премьер-лига     | 2019/20          | 32   | 3    | 2            | 1            | 2          | 0          | —         | —         | 36    | 4     |
| Борнмут           | Чемпионшип       | 2020/21          | 40   | 15   | 2            | 0            | 1          | 0          | 2         | 0         | 45    | 15    |
| Борнмут           | Чемпионшип       | 2021/22          | 46   | 29   | 1            | 0            | 1          | 1          | —         | —         | 48    | 30    |
| Борнмут           | Премьер-лига     | 2022/23          | 33   | 6    | 1            | 1            | 1          | 0          | —         | —         | 35    | 7     |
| Борнмут           | Премьер-лига     | 2023/24          | 38   | 19   | 1            | 1            | 3          | 1          | —         | —         | 42    | 21    |
| Борнмут           | Итого            | Итого            | 199  | 72   | 7            | 3            | 8          | 2          | 2         | 0         | 216   | 77    |
| Тоттенхэм Хотспур | Премьер-лига     | 2024/25          | 17   | 7    | 1            | 0            | 4          | 2          | 6         | 2         | 28    | 11    |
| Тоттенхэм Хотспур | Итого            | Итого            | 17   | 7    | 1            | 0            | 4          | 2          | 6         | 2         | 28    | 11    |
| Всего за карьеру  | Всего за карьеру | Всего за карьеру | 262  | 87   | 10           | 3            | 13         | 4          | 14        | 2         | 299   | 96    |

## Статистика выступлений за сборную
| Матчи Доминика Соланке за сборную Англии | Матчи Доминика Соланке за сборную Англии | Матчи Доминика Соланке за сборную Англии | Матчи Доминика Соланке за сборную Англии | Матчи Доминика Соланке за сборную Англии | Матчи Доминика Соланке за сборную Англии |
| №                                        | Дата                                     | Оппонент                                 | Счёт                                     | Голы                                     | Соревнование                             |
| ---------------------------------------- | ---------------------------------------- | ---------------------------------------- | ---------------------------------------- | ---------------------------------------- | ---------------------------------------- |
| 1                                        | 14 ноября 2017                           | Бразилия                                 | 0 : 0                                    | -                                        | Товарищеский матч                        |

## Достижения

### Командные
«Челси»
- Обладатель Молодёжного кубка Англии (2): 2013/14, 2014/15
- Победитель Юношеской лиги УЕФА: 2014/15

«Ливерпуль»
- Финалист Лиги чемпионов УЕФА: 2017/18

«Борнмут»
- Серебряный призёр Чемпионшипа: 2021/22

«Тоттенхэм Хотспур»
- Победитель Лиги Европы УЕФА: 2024/25

Сборная Англии (до 17 лет)
- Победитель Чемпионата Европы среди юношей (до 17 лет): 2014

Сборная Англии (до 20 лет)
- Победитель молодёжного чемпионата мира: 2017

### Личные
- Молодой игрок года по версии Футбольной ассоциации: 2014
- Лучший бомбардир чемпионата Европы среди юношей до 17 лет: 2014
- Лучший футболист и бомбардир Юношеской лиги УЕФА: 2014/15
- Лучший игрок года в академии «Челси»: 2014/15
- Лучший игрок молодёжного чемпионата мира: 2017
- Игрок команды года в Чемпионшипе: 2021/22
- Игрок месяца английской Премьер-лиги: декабрь 2023